# Álvaro Pérez Méndez
Álvaro Pérez Méndez (geboren am 9. März 2005 in Valladolid) ist ein spanischer Handballtorwart.

## Vereinskarriere
Álvaro Pérez spielte zunächst beim mit Recoletas Atlético Valladolid verbundenen BM Delicias, von dort wechselte er im Sommer 2022 zu Trops Málaga. Seit 2023 steht er für Ademar León auf dem Platz, er debütierte in der Saison 2023/2024 in Spaniens erster Handballliga.

## Auswahlmannschaften
Pérez stand ab 2021 im Aufgebot spanischer Nachwuchsauswahlmannschaften.
Am 4. November 2021 debütierte er gegen die Auswahl Schwedens in der Jugendnationalmannschaft Spaniens. Er nahm als Jugendnationalspieler an der Mittelmeermeisterschaft 2022 (1. Platz), der U-18-Europameisterschaft 2022 (1. Platz) und an der U-19-Weltmeisterschaft 2023 (1. Platz) teil. Insgesamt bestritt er 39 Spiele mit der Auswahl, dabei warf er 15 Tore.
Mit den spanischen Junioren, für die er im Januar 2024 erstmals auflief, nahm er an der U-20-Europameisterschaft 2024 (1. Platz) und der U-21-Weltmeisterschaft 2025 (9. Platz) teil.

## Erfolge
- Mittelmeermeisterschaft 2022: 1. Platz
- U-18-Europameisterschaft 2022: 1. Platz
- U-19-Weltmeisterschaft 2023: 1. Platz
- U-20-Europameisterschaft 2024: 1. Platz

## Privates
Sein älterer Bruder Diego Pérez spielt ebenfalls Handball.